# Galloanserae
Galloanserae sunt păsări care aparțin unuia dintre cele două ordine biologice și anume: păsările de uscat (Galliformes) și păsările de apă (Anseriformes). Asemănările anatomice și moleculare sugerează că aceste două grupuri sunt rude evolutive apropiate; împreună, ele formează clada păsărilor cunoscută științific sub numele de Galloanserae sau Galloanseres (denumită inițial Galloanseri) (din latinescul gallus („găină”) + ānser („gâscă”)). Această cladă este susținută și de date morfologice și de secvențe ADN, precum și de date privind prezența/absența retrotransposonilor.

## Filogenie
Cladele bazale ale păsărilor actuale din arborele descendent de mai jos sunt în conformitate cu Sibley & Ahlquist (1990). Diviziunea este susținută în mare măsură de cercetările recente privind genomul, cf. Jarvis et al. (2014). Cu toate acestea, acum este clar că Notopalaeognathae este grupul soră al struților (Struthioniformes).
|  | Struthioniformes  |
|  |                   |
|  | Notopalaeognathae |
|  |                   |

|              | Neoaves                                                      |
|              |                                                              |
| Galloanserae | \| \| Anseriformes \| \| \| \| \| \| Galliformes \| \| \| \| |
|              | \| \| Anseriformes \| \| \| \| \| \| Galliformes \| \| \| \| |
|              | Anseriformes                                                 |
|              |                                                              |
|              | Galliformes                                                  |
|              |                                                              |

|  | Anseriformes |
|  |              |
|  | Galliformes  |
|  |              |

|  | Struthioniformes  |
|  |                   |
|  | Notopalaeognathae |
|  |                   |

|              | Neoaves                                                      |
|              |                                                              |
| Galloanserae | \| \| Anseriformes \| \| \| \| \| \| Galliformes \| \| \| \| |
|              | \| \| Anseriformes \| \| \| \| \| \| Galliformes \| \| \| \| |
|              | Anseriformes                                                 |
|              |                                                              |
|              | Galliformes                                                  |
|              |                                                              |

|  | Anseriformes |
|  |              |
|  | Galliformes  |
|  |              |